# Sikou Niakaté
Sikou Niakaté (* 10. července 1999) je malijský profesionální fotbalista, který hraje na pozici středního obránce za portugalský klub SC Braga. Narodil se ve Francii, ale hraje za malijský národní tým.

## Osobní život
Sikou Niakaté se narodil v Montreuilu ve Francii. Má francouzské a malijské občanství.

## Klubová kariéra
Niakaté si odbyl svůj profesionální debut za Valenciennes FC dne 31. července 2017 při prohře 1:0 v Ligue 2 s Nîmes Olympique, když se na hřišti objevil ve věku 18 let.
Dne 31. srpna 2018, poslední den letního přestupového období tohoto roku, přestoupil Niakaté do klubu EA Guingamp v Ligue 1, kde podepsal pětiletou smlouvu. Ihned byl ovšem zapůjčen zpět do Valenciennes na zbytek sezóny.
Dne 12. srpna 2021 se Niakaté připojil k Métám na roční hostování s opcí na koupi.
Dne 28. června 2022 Niakaté na rok odešel na hostování do Bragy v Portugalsku. Braga měla možnost odkoupit ho na konci hostování za 1,8 milionu eur, a pokud by odehrál polovinu oficiálních zápasů v sezóně, tato možnost by se stala povinností ke koupi. Dne 7. června 2023 Braga oznámila uplatnění této doložky, přičemž Niakaté podepsal pětiletou smlouvu.
Dne 20. září 2023 si Niakaté vsítil vlastní gól v 88. minutě a tím vyvolal domácí porážku Bragy 2:1 s SSC Neapol v prvním zápase Bragy v Lize mistrů UEFA za posledních deset let.

## Reprezentační kariéra
Niakaté byl v prosinci 2015 povolán do francouzského národního týmu U17, čímž se stal prvním hráčem v historii Évreux FC 27, kterému se to povedlo.
Niakaté byl povolán do malijského národního týmu na kvalifikační zápas na Mistrovství světa ve fotbale 2018 proti Gabonu. Oficiálně se rozhodl reprezentovat domovskou zemi svých rodičů, Mali, v roce 2023. Svůj debut za africkou zemi si odbyl při vítězství 4:0 nad Jižním Súdánem v kvalifikaci na Africký pohár národů 2023, což vedlo k jejich kvalifikaci na tento turnaj hraný v roce 2024.

## Statistiky

### Klubové
Platí k zápasu hranému 7. srpna 2025.
| Klub                     | Sezóna            | Liga                   | Liga   | Liga | Národní pohár | Národní pohár | Ligový pohár | Ligový pohár | Kontinentální | Kontinentální | Celkově | Celkově |
| Klub                     | Sezóna            | Soutěž                 | Zápasy | Góly | Zápasy        | Góly          | Zápasy       | Góly         | Zápasy        | Góly          | Zápasy  | Góly    |
| ------------------------ | ----------------- | ---------------------- | ------ | ---- | ------------- | ------------- | ------------ | ------------ | ------------- | ------------- | ------- | ------- |
| Valenciennes             | 2016/17           | Ligue 2                | 5      | 0    | —             | —             | —            | —            | —             | —             | 5       | 0       |
| Valenciennes             | 2017/18           | Ligue 2                | 24     | 0    | 1             | 0             | 3            | 0            | —             | —             | 28      | 0       |
| Valenciennes             | Celkově           | Celkově                | 29     | 0    | 1             | 0             | 3            | 0            | —             | —             | 33      | 0       |
| Guingamp                 | 2019/20           | Ligue 2                | 23     | 1    | 1             | 0             | —            | —            | —             | —             | 24      | 1       |
| Guingamp                 | 2020/21           | Ligue 2                | 31     | 1    | 0             | 0             | —            | —            | —             | —             | 31      | 1       |
| Guingamp                 | Celkově           | Celkově                | 54     | 2    | 1             | 0             | —            | —            | —             | —             | 55      | 2       |
| Valenciennes (hostování) | 2018/19           | Ligue 2                | 14     | 0    | 2             | 0             | —            | —            | —             | —             | 16      | 0       |
| Guingamp B               | 2019/20           | Championnat National 2 | 1      | 0    | —             | —             | —            | —            | —             | —             | 1       | 0       |
| Méty (hostování)         | 2021/22           | Ligue 1                | 12     | 0    | —             | —             | —            | —            | —             | —             | 12      | 0       |
| Metz B                   | 2021/22           | Championnat National 2 | 4      | 0    | —             | —             | —            | —            | —             | —             | 4       | 0       |
| Braga (hostování)        | 2022/23           | Primeira Liga          | 26     | 3    | 3             | 0             | 2            | 0            | 3             | 0             | 34      | 3       |
| Braga                    | 2023/24           | Primeira Liga          | 19     | 0    | 1             | 0             | 1            | 1            | 11            | 1             | 32      | 2       |
| Braga                    | 2024/25           | Primeira Liga          | 24     | 1    | 3             | 0             | 1            | 1            | 9             | 1             | 37      | 3       |
| Braga                    | 2025/26           | Primeira Liga          | 0      | 0    | 0             | 0             | 0            | 0            | 3             | 0             | 3       | 0       |
| Braga                    | Celkově           | Celkově                | 43     | 1    | 4             | 0             | 2            | 2            | 23            | 2             | 72      | 5       |
| Celkově v kariéře        | Celkově v kariéře | Celkově v kariéře      | 183    | 6    | 11            | 0             | 7            | 2            | 26            | 2             | 227     | 10      |

### Reprezentační
Platí k zápasu hranému 5. června 2025.
| Národní tým | Rok     | Zápasy | Góly |
| ----------- | ------- | ------ | ---- |
| Mali        | 2023    | 5      | 0    |
| Mali        | 2024    | 7      | 0    |
| Mali        | 2025    | 3      | 0    |
| Celkově     | Celkově | 15     | 0    |

## Úspěchy
Braga
- Taça da Liga: 2023/24